# Superfish
Superfish je program, který upravuje HTML kód některých stránek. Kromě toho mezi certifikáty přidává svou vlastní certifikační autoritu. Program byl předinstalovaný na počítačích Lenovo, předinstalování tohoto programu bylo prováděno od září do prosince 2014. Podle společnosti Lenovo byl Superfish na počítače instalován proto, aby pomáhal najít zákazníkům při nakupování potenciálně zajímavé produkty. Program je klasifikován jako adware. To, co podle expertů učinilo Superfishi špatnou pověst bylo to, že tento program může číst obsah veškeré komunikace, včetné té, kterou prohlížeč označí za soukromou.
I po ukončení instalace programu Superfish do počítačů je možné, že nově zakoupený počítač může program Superfish a jeho kořenový certifikát obsahovat, protože Lenovo neprovedlo přeinstalování softwaru na již nainstalovaných počítačích.
Kvůli programu Superfish byly na společnost Lenovo podány žaloby.